# Xã Wayne, Quận Allen, Indiana
Xã Wayne (tiếng Anh: Wayne Township) là một xã thuộc quận Allen, tiểu bang Indiana, Hoa Kỳ. Năm 2010, dân số của xã này là 103.803 người.